# Chamaesphecia brandti
Chamaesphecia brandti is een vlinder uit de familie van de wespvlinders (Sesiidae). De wetenschappelijke naam van de soort is voor het eerst geldig gepubliceerd in 1937 door Le Cerf.